# Idaea bellata
Idaea bellata är en fjärilsart som beskrevs av Freyer 1840. Idaea bellata ingår i släktet Idaea och familjen mätare. Inga underarter finns listade i Catalogue of Life.